# Fjord&Bælt
Fjord&Bælt er en dansk turistattraktion og forskningsinstitution beliggende ved indsejlingen til Kerteminde Fjord i Kerteminde på Fyn, som åbnede i 1997. Siden 2006 har centeret samarbejdet med Syddansk Universitet omkring driften af Dansk Forskningscenter for Havpattedyr. I 2013 indgik det et samarbejde med Naturama i Svendborg.
Centeret har som et af de få steder i verden tre marsvin Freja (født 1995), Eskild (født 2019) og Saga (født 2019).
Fjord&Bælt er et af det statsstøttede videnspædagogiske aktivitetscentre.<ref>VPAC- VidensPædagogisk AktivitetsCenter Arkiveret 24. juli 2022 hos  Wayback Machine. Fjord&Bælt. Hentet 25/7-2022